# Anca Amariei
Anca Amariei (n. 30 martie 1983, în Cluj Napoca) este o fostă handbalistă din România, acum retrasă din activitate. Ultima echipă la care a jucat a fost SCM Craiova, unde a evoluat pe postul de intermediar stânga și a purtat numărul 5.

## Biografie
Anca Amariei este sora lui Carmen Amariei, alături de care a început să joace handbal la Clubul Sportiv Școlar Viitorul Cluj Napoca. Prima lor echipă de senioare a fost Uni Ursus Cluj, unde Anca a rămas până în 2008. Cu echipa clujeană ea a jucat finala Cupei Challenge și a ajuns până în sferturile Cupei Cupelor.
În 2008, Anca Amariei s-a transferat împreună cu sora ei la Rulmentul Municipal Brașov. Totuși, datorită aducerii la echipă a unor jucătoare valoroase din România și străinătate, Amariei nu a putut juca foarte mult și, în octombrie 2008, a fost împrumutată la HCM Știința Baia Mare. În vara anului 2009, în urma problemelor financiare grave ale Rulmentului Brașov, Amariei a înaintat un memoriu către Federația Română de Handbal, reclamând neplata salariului. Devenită liberă de contract, ea a semnat cu un contract pe un an cu gruparea băimăreană.
În 2010, Anca Amariei a părăsit Știința Baia Mare și s-a alăturat clubului francez Cercle Dijon Bourgogne, antrenat de Elena Gropoșilă. Amariei a jucat la Dijon până în 2012, când i-au expirat cei doi ani de contract.
În 2013, Carmen Amariei a devenit antrenorul echipei SCM Craiova. În luna septembrie, ea le-a transferat la echipă pe jucătoarele Anca Amariei și Alexandra Hașegan. Pe data de 5 septembrie 2013, SCM Craiova a terminat la egalitate, 23-23, un meci din Liga Națională disputat împotriva HC Zalău. Imediat după meci, oficialii echipei din Zalău au contestat la FRH dreptul de joc al Ancăi Amariei și Alexandrei Hașegan, iar Federația Română de Handbal, în urma ședințelor din 17 și 24 septembrie, a decis:
„a. Pierderea jocului cu HC Zalău cu scorul de 10-0 și scăderea unui punct din clasament;
b. Penalizarea clubului cu 2.000 RON, cu termen de achitare 04.10.2013;
c. Anularea transferurilor la SCM Craiova a jucătoarelor Amariei Anca și Hașegan Claudia Alexandra;”
Ulterior, clubul din Craiova a reglementat situația handbalistelor, iar Anca Amariei a putut să joace tot restul sezonului. La sfârșitul anului competițional, Amariei s-a retras din activitate. Ulterior, fosta handbalistă a fost angajată a magazinului Decathlon din Cluj.

### Echipa națională
Între 2002 și 2003, Anca Amariei a fost selecționată la categoria junioare a echipei naționale a României. Ea a jucat în total în 23 de meciuri, în care a înscris 23 de goluri.

## Palmares
- Cupa Cupelor EHF EHF: 
  - Sfertfinalistă: 2008

- Cupa Challenge EHF:
  - Finalistă: 2007

- Liga Națională:
  - Locul 3: 2007